# الف و لام عهد
الف و لام، یکی از حروف و اسماء پر کاربرد در عربی است که انواع و اقسام مختلفی را شامل می‌شود. یکی از این موارد، الف و لام عهد (که به اختصار ال عهد خوانده می‌شود) است. این الف و لام به صورت حرف کاربرد داشته و به سه قسم کلی:
- عهد ذهنی: مانند الف و لام در «اذ هما فی الغار»
- عهد ذکری: مانند الف و لام در «کما ارسلنا الی فرعون رسولا فعصی فرعون الرّسول»
- عهد خارجی: مانند: الف و لام در «الیوم اکملت لکم دینکم»

کاربرد و استعمال می‌شود.

## سایر اقسام
علاوه بر الف و لام عهد، دو الف و لام دیگر در عربی کاربرد بسیار دارند که عبارتند از:
- الف و لام تعریف
- الف و لام جنس